# Российский государственный университет нефти и газа
Росси́йский госуда́рственный университе́т не́фти и ѓаза (национальный исследовательский университет) имени И. М. Губкина (федеральное государственное автономное образовательное учреждение высшего образования «Российский государственный университет нефти и газа (национальный исследовательский университет) имени И. М. Губкина») — высшее учебное заведение Москвы, готовит специалистов для нефтяной и газовой (добывающей и перерабатывающей) промышленности. В 2010 году получил статус «Национальный исследовательский университет».
Основан в 1930 году, в 1945 году награждён орденом Трудового Красного Знамени, в 1980 году — орденом Октябрьской Революции, в 2000 году — орденом Дружбы Народов Социалистической Республики Вьетнам, в 2010 году — орденом Труда III степени Социалистической Республики Вьетнам, в 2017 году — орденом Дружбы Республики Узбекистан, в 2021 году — орденом Полярной Звезды Монгольской Народной Республики. Среди студентов давно распространено название «керосинка».

## История
В 1918 году была создана Московская горная академия. Обучение и подготовка по нефтяным и промысловым специальностям проходила на горнорудном факультете, пока в 1929 году ректор Академии Иван Губкин не открыл нефтяной факультет (на базе которого далее будет организован нефтяной институт).
Индустриализация в СССР потребовала подготовки за период с 1930 по 1935 год около 435 000 инженерно-технических специалистов, в то время как их число в 1929 году составляло 66 000.
В 1930 году Высший совет народного хозяйства (ВСНХ СССР) разработал номенклатуру специальностей инженерно-технического персонала нефтяной промышленности: нефтяная геология, бурение, эксплуатация месторождений, использование газа, перекачка нефти и её производных, перегонка нефти, крекирование и химическая переработка, экономика нефтяной промышленности.

### Московский нефтяной институт
17 апреля 1930 года вышел приказ ВСНХ СССР:

На базе Московской горной академии им. т. Сталина создать шесть высших технических учебных заведений, а именно: институты — горный, чёрной металлургии, цветных металлов и золота, торфяной, нефтяной и геолого-разведочный".

Директором нефтяного института назначался Иван Губкин. В этом же приказе в п. 8 значилось:

«Учитывая огромные заслуги академика И. М. Губкина в деле организации высшей школы по подготовке инженерно-технических кадров социалистической промышленности, в частности, по созданию мощной Московской Горной Академии, на базе которой ныне организуются вышеперечисленные институты, присвоить вновь организуемому Московскому Нефтяному Институту имя Ивана Михайловича Губкина».
18 апреля 1930 года Губкин подписал приказ № 1 об открытии в Московском нефтяном институте факультетов геологии и разведки нефти, промыслово-механического и факультета переработки нефти. Заместителем директора назначался горный инженер Николай Вячеславович Самострелов, заведующим факультетом геологии и разведки нефти — доцент Сергей Фёдоров, заведующим факультетом переработки нефти — доцент Иосиф Гуревич, заведующим промыслово-механическим — горный инженер Николай Титков.
В мае начался приём на все факультеты. На первый курс поступило 240 человек, и к 17 мая общее число студентов достигло 600. В сентябре 1930 года провели новый приём студентов. С 1933 года созданы специальности «Транспорт и хранение нефти», «Нефтепромысловое дело». В 1935 году кафедра минералогии и кристаллографии была преобразована в кафедру петрографии осадочных пород.
В 1936 году Главное управление высших и средних технических учебных заведений (ГЛАВВТУЗ) Наркомтяжпрома СССР обновило учебные программы. В институте по всем 66 специальным предметам были включены разделы о достижениях стахановцев на различных участках нефтяной промышленности. Новые учебные планы были утверждены Всесоюзным комитетом по высшей школе (ВКВШ) 28 мая 1938 года.
С 1938 года по указанию Центрального Комитета партии во всех вузах на общественные науки отводилось от 520 до 690 часов (в учебных планах, действовавших с 1935 года, — 272 часа). Изменилась и организационная структура: вместо отдельных кафедр истории партии, ленинизма, диалектического и исторического материализма была создана единая кафедра основ марксизма-ленинизма.
В 1935 году у института было уже 16 лабораторий, размещённых в 40 комнатах. Первым из нефтяных вузов страны МНИ организовал лабораторию нефтепромысловой механики (руководитель — горный инженер Д. З. Лозинский, научный руководитель — профессор Леонид Лейбензон). В институте работали 26 кабинетов и созданный своими силами под руководством профессора Л. В. Пустовалова богатый музей минералогии и петрографии.
Учебный процесс обслуживали механические, столярные и стеклодувные мастерские. Постоянно пополнялась библиотека. В 1937 году в неё влилась библиотека бывшей «Главнефти» с обширным отделом иностранной научной литературы по нефтяной промышленности. К началу Великой Отечественной войны учебная библиотека насчитывала 72 100 томов.
На предприятиях нефтедобывающей промышленности молодые специалисты на 1 ноября 1933 года. составляли 75 %, в нефтеперерабатывающей промышленности — 80. Если Московская горная академия с 1924 по 1930 год выпустила 40 специалистов нефтяного дела, то Нефтяной институт за три года первой пятилетки дал стране 289 инженеров (всего в СССР специалистов-нефтяников готовили три высших учебных заведения — в Москве, Грозном и Баку, и семь техникумов).
К 1936 году по приказу директора Александра Никишина во дворе института была сооружена учебная буровая вышка в натуральную величину. В ней проходили занятия по общему курсу нефтепромысловой механики, аппаратуры, интерпретации и другим дисциплинам. Здесь же стояла геофизическая станция и первые приборы, предназначенные для исследования скважин. А к началу Великой Отечественной войны была пробурена опытная скважина глубиной 800 метров.
К 1940 году институт выпустил 1619 инженеров, в том числе 328 инженеров-геологов, 243 инженера промысловых специальностей, 526 инженеров-технологов, 191 инженера-экономиста.
На 1 октября 1941 года в институте было 819 студентов. Более 300 из них 16 октября в пешей колонне отправились в эвакуацию. Около 150 студентов, которые не были извещены об эвакуации или не смогли уйти пешком, выехали по железной дороге. Около 100 человек по разным причинам осталось в Москве. Остальные большей частью ушли на фронт. Некоторые были на практике, работали на предприятиях и в экспедициях, где их застала война. Из 117 профессоров и преподавателей 48 эвакуировались с институтом, 54 уволились, 14 ушли в народное ополчение.
Институт был открыт в Уфе 15 августа 1942 года. Во втором семестре 1942—1943 учебного года в связи с возросшим объёмом работы и появлением новых специальностей организуются новые кафедры. На основании приказа ВКВШ от 31 марта 1943 г. Кафедра общей химии разделилась на кафедру общей и аналитической химии и кафедру физической и коллоидной химии, заведование которой было поручено доценту Г. М. Панченкову. Второй военный учебный год закончился успешно и в Уфе, и в Москве.
В 1956 году институт стал создавать учебно-консультационные пункты в основных нефтегазовых районах страны: в Татарстане, Башкортостане, Туркменистане, Коми. Занятия проводились по программе заочного обучения. В дальнейшем на базе этих пунктов были открыты вечерние факультеты.

### Московский институт нефтехимической и газовой промышленности
Постановлением Центрального комитета КПСС и Совета Министров СССР от 25 июля 1958 года № 795 Московский ордена Трудового Красного Знамени нефтяной институт имени академика И. М. Губкина переименован в Московский ордена Трудового Красного Знамени институт нефтехимической и газовой промышленности (МИНХиГП).
Приказом министра высшего образования СССР от 3 января 1959 года филиал заочного факультета МИНХ и ГП в Альметьевске (Татарская АССР) был преобразован в Татарский вечерний факультет (декан доцент В. И. Щуров) на базе Альметьевнефти с отделениями в Бугульме и Лениногорске. Вечерние факультеты были созданы: в Башкирии — в Салавате (декан доцент А. А. Гундырев), на базе нефтехимического комбината № 18 с отделением в Ишимбае; в Омске (декан доцент А. Г. Сарданашвили) на базе нефтеперерабатывающего завода; в Туркмении — в Небит-Даге (декан А. Леонидова), в Ухте (декан Е. В. Бровцына). Отделение Татарского вечернего факультета в Лениногорске впоследствии было реорганизовано в общетехнический факультет с вечерней и заочной формами обучения (декан В. Г. Черных). В Москве был открыт вечерний факультет.
В 1961 году дирекция института была преобразована в ректорат. Первым ректором был профессор Кузьма Жигач. В августе 1962 г. ректором института назначен доцент В. Н. Виноградов.
Новое научное направление — исследование промышленного использования твёрдых углеводородов — развивала кафедра разработки газовых и газоконденсатных месторождений газонефтепромыслового факультета.
В 1977 году в институте началось создание экспериментальной формы организации учебного процесса — студенческих учебно-научных исследовательских комплексов, объединяющих учебный процесс с производством и наукой как фундаментальной, так и прикладной. Непосредственно в заводских цехах и лабораториях студенты принимали участие в исследованиях по тематике заводов и НИИ с использованием уникального производственного и научного оборудования, результаты этой работы широко применялись в учебном процессе.

### Московский институт нефти и газа
18 декабря 1985 года институт был переименован в Московский институт нефти и газа (МИНГ).
В 1989 году в институте был создан кооперативный научно-исследовательский консультационный центр (КНИКЦ) «Нефтегазсервис», который проводил поисковые, научно-исследовательские, опытно-конструкторские, проектные, внедренческие, коммерческие и посреднические работы по тематике института. В это же время был организован справочно-информационный фонд (СИФ) по проблемам высшей школы на микрофишах.

### Государственная академия нефти и газа
7 мая 1991 года институт был переименован в Государственную академию нефти и газа (ГАНГ).
В связи с общим ухудшением положения высшей школы России в 1992 г. в академии возникла реальная опасность свёртывания целых направлений научных исследований. В 1992—1993 годах вуз по разным причинам покинули 109 преподавателей, из них 72 в возрасте до 50 лет. Число научных сотрудников сократилась почти на 500 человек.
В этих условиях ректорат прилагал большие усилия для того, чтобы сохранить научно-педагогические школы, обеспечить учебный процесс и исследовательскую деятельность коллектива необходимой учебно-лабораторной и материально-технической базой.
В 1997 году была введена новая должность проректора по информационным технологиям, на которую был назначен заведующий кафедрой информатики доцент В. В. Сидоров, а в дальнейшем это направление работы возглавил профессор А. С. Лопатин. В те же годы создали Центр информационных технологий и дистанционного образования — ЦИТиДО (руководители доцент А. П. Поздняков, А. Ю. Ходычкин). Центр включает отдел информационных технологий, секторы дистанционного образования и разработки обучающих программ и комплексов, лабораторию компьютерных технологий обучения.

### Российский государственный университет нефти и газа
В августе 1998 года Приказом Министерства образования РФ Академия была переименована в Российский государственный университет нефти и газа (РГУНГ). К этому времени в университет насчитывал 59 кафедр, на которых работало 930 преподавателей.
В 2008 году ректором РГУ нефти и газа имени И. М. Губкина избран профессор Виктор Мартынов.
Научно-педагогический потенциал, накопленный университетом за многие годы, позволил ему добиться статуса «национальный исследовательский университет», который был присвоен распоряжением правительства РФ от 20 мая 2010 года
21 сентября 2011 года, к 140-летию со дня рождения Губкина, возле университета был открыт памятник.
В 2014 году агентство «Эксперт РА» присвоило ВУЗу рейтинговый класс «С», означающий «высокий уровень» подготовки выпускников.
Университет осуществляет обучение по программам бакалавриата, магистратуры и аспирантуры, осуществляет приём по целевым направлениям, имеются подготовительные курсы, аспирантура, докторантура и более 250 программ дополнительного профессионального образования. Обучение студентов ведётся по 19 направлениям подготовки бакалавров, 11 направлениям подготовки магистров и 3 специальностям. Реализуется 17 программ подготовки научно-педагогических кадров в аспирантуре. Совместно с зарубежными университетами реализуется 6 образовательных программ магистратуры.
В составе университета — 12 факультетов, учебный военный центр, студенческий городок из 5 многоэтажных корпусов на 4176 мест, а также 2 филиала (в г. Оренбург и в г. Ташкент, республика Узбекистан), 2 базы отдыха в Тверской области и в Крыму. Профессорско-преподавательский состав — 810 человек. За 2015 год сотрудниками университета опубликовано 1315 статей, индексируемых российскими и зарубежными базами. Университетом разработано 3 образовательных стандарта. С 2008 года ректором является доктор экономических наук, профессор Виктор Георгиевич Мартынов.
Общая численность студентов включая филиалы составляет более 10 000 человек. За счёт средств федерального бюджета по всем формам обучения обучается около 60 % студентов. В университете обучается около 1300 иностранных студентов из 56 стран, в том числе из Китая, Вьетнама, Венесуэлы, Боливии, Нигерии, Казахстана, Узбекистана, Белоруссии.
Университет входит в список лидеров по востребованности выпускников российских университетов у работодателей во версии рейтинга РАЭКС-Аналитика, а также занимает 5-е место среди российских вузов и 256-е место в общем зачёте ежегодного международного рейтинга 500 лучших вузов мира Global World Communicator (GWC). Согласно рейтингу Quacquarelli Symonds (QS) University Rankings: BRICS университет вошёл в ТОП-30 российских вузов, представленных в общем списке университетов стран БРИКС. В 2022 году занял 701—800 место в Международном рейтинге «Три Миссии Университетов» и 26 место в рейтинге вузов России по версии РАЭКС.

### Руководство
Директора по году назначения:
- 1930 — Губкин, Иван Михайлович
- 1934 — Никишин, Александр Алексеевич
- 1937 — Сердий, Артемий Гаврилович
- 1939 — Чарыгин, Михаил Михайлович
- 1942 — Топчиев, Александр Васильевич
- 1947 — Сердий, Артемий Гаврилович
- 1954 — Жигач, Кузьма Фомич

Ректоры:
- 1961 — Жигач, Кузьма Фомич
- 1962 — Виноградов, Владимир Николаевич
- 1993 — Владимиров, Альберт Ильич
- 2008 — Мартынов, Виктор Георгиевич

## Современная структура
Факультеты:
- Факультет геологии и геофизики нефти и газа — основан в 1930 году, на факультете преподавали И. М. Губкин, Л. В. Пустовалов, М. М. Чарыгин, А. А. Бакиров.
- Факультет разработки нефтяных и газовых месторождений — направление «Нефтегазовое дело», специальности: «Разработка и эксплуатация нефтяных и газовых месторождений», «Бурение нефтяных и газовых скважин», «Физические процессы нефтегазового производства».
- Факультет проектирования, сооружения и эксплуатации систем трубопроводного транспорта — 4 отраслевые лаборатории факультета предоставляют студентам современное оборудование для работы и широкие возможности для повышения своих профессиональных знаний. Наиболее способные из них повышают квалификацию в магистратуре, а проявившие склонность к научной работе остаются в качестве стажёров-исследователей университета и рекомендуются для поступления в аспирантуру или спецгруппу по углублённому изучению английского языка для работы за рубежом.
- Факультет инженерной механики — готовит инженеров и техников для нефтяной промышленности (общетехнические, токарные слесарные специальности). Имеются специальности юридического профиля (спецификация оборудования, безопасность жизнедеятельности). Основная специальность факультета — «Машины и оборудование нефтяных и газовых промыслов» — готовит кадры в области техники и технологий для бурения нефтяных и газовых скважин, эксплуатации нефтяных и газовых месторождений, сбора, подготовки и транспорта углеводородов.
- Факультет химической технологии и экологии — создан в 1930 году, как факультет переработки нефти в числе первых четырёх факультетов только что организованного института. Первые 30 лет на факультете велась подготовка по одной специальности — инженера-технолога по переработке нефти. В 1960 году на химико-технологическом факультете были открыты три новые специальности: технология основного органического и нефтехимического синтеза, технология жидких химических веществ и радиационная химия. С 1989 года началась подготовка инженеров-экологов по специальности охрана окружающей среды и рациональное использование природных ресурсов.
- Факультет автоматики и вычислительной техники — углублённая физико-математическая подготовка и информатика.
- Факультет комплексной безопасности топливно-энергетического комплекса — осуществляет подготовку по ряду специальностей и направлений в области информационной, экономической безопасности, правового обеспечения безопасности объектов ТЭК. Создан 13 февраля 2018 года.
- Факультет экономики и управления — образован в 1930 году. Подготовка специалистов для экономических, финансовых, кадровых и других служб организаций нефтегазового комплекса.
- Факультет международного энергетического бизнеса — подготовка бизнес-аналитиков по энергетике, мировой экономике, геополитике, нефтетрейдингу и международной энергетической логистике. Создан в 2011 году.
- Юридический факультет — готовит юристов. Создан в 1998 году.

Филиалы
- Филиал РГУ нефти и газа имени И. М. Губкина в Оренбурге
- Филиал РГУ нефти и газа имени И. М. Губкина в Ашхабаде (упразднён в 2012 году)
- Филиал РГУ нефти и газа имени И. М. Губкина в Ташкенте

На базе филиалов университета и при его непосредственном участии были организованы:
- Алжирский институт нефти
- Альметьевский государственный нефтяной институт (1992)
- Ивано-Франковский национальный технический университет нефти и газа (1967)
- Омский государственный университет (1973)
- Тюменский государственный нефтегазовый университет
- Уфимский государственный нефтяной технический университет
- Ухтинский государственный технический университет

### Военный учебный центр
Военный кабинет в институте был создан в 1930 году.
В 1931 году военный кабинет был преобразован в кафедру высшей вневойсковой подготовки. По окончании института выпускникам присваивалось воинское звание среднего начальствующего состава запаса войсковой артиллерии РККА.
До 1989 года обучение на военной кафедре было обязательным для всех обучающихся юношей. С 1993 года подготовка офицеров запаса на военной кафедре осуществляется по желанию студентов на конкурсной основе. С 2008 по 2019 годы военная кафедра РГУ нефти и газа имени И. М. Губкина готовит офицеров запаса по двум военно-учётным специальностям:
- ВУС 241000 — обеспечение ракетным топливом, горючим, смазочными материалами и техническими средствами службы горючего и смазочных материалов;
- ВУС 261300 — применение трубопроводных соединений, воинских частей и подразделений.

Постановлением Правительства Российской Федерации от 3 июля 2019 года № 848 утверждено Положение о военных учебных центрах при федеральных государственных образовательных организациях высшего образования, на основании которого в РГУНГ образован на базе упразднённой военной кафедры Военный учебный центр (ВУЦ). ВУЦ РГУНГ готовит офицеров кадра, а также офицеров, сержантов и солдат запаса по следующим военно-учётным специальностям:
- ВУС 241000 (офицеры кадра) — обеспечение ракетным топливом, горючим, смазочными материалами и техническими средствами службы горючего и смазочных материалов;
- ВУС 261300 (офицеры кадра) — применение трубопроводных соединений, воинских частей и подразделений;
- ВУС 241000 (офицеры запаса) — обеспечение ракетным топливом, горючим, смазочными материалами и техническими средствами службы горючего и смазочных материалов;
- ВУС 261300 (офицеры запаса) — применение трубопроводных соединений, воинских частей и подразделений;
- ВУС 861182 (сержанты запаса) — обеспечение ракетным топливом, горючим, смазочными материалами и техническими средствами службы горючего и смазочных материалов;
- ВУС 861269 (рядовые запаса) — обеспечение ракетным топливом, горючим, смазочными материалами и техническими средствами службы горючего и смазочных материалов;

## Санкции
19 мая 2023 года РГУ нефти и газа был включён в санкционный список США.